# Dajalschama

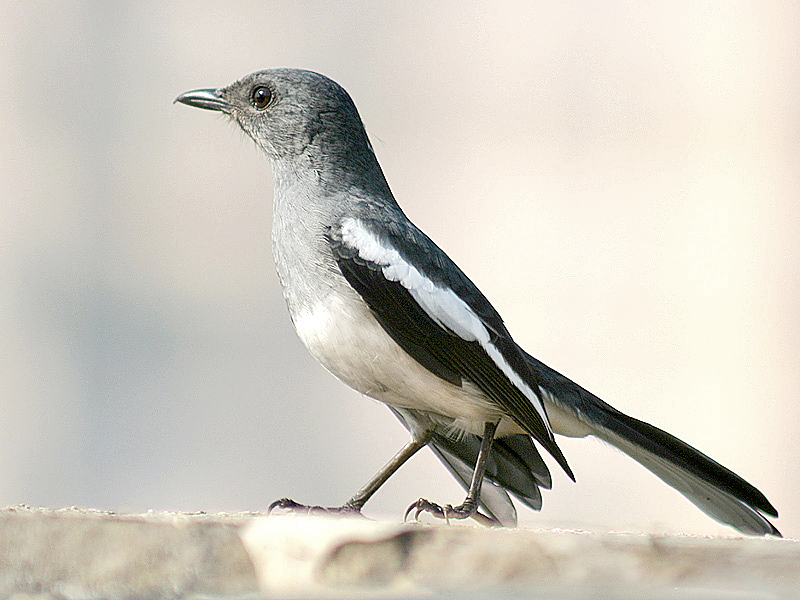
Weibchen

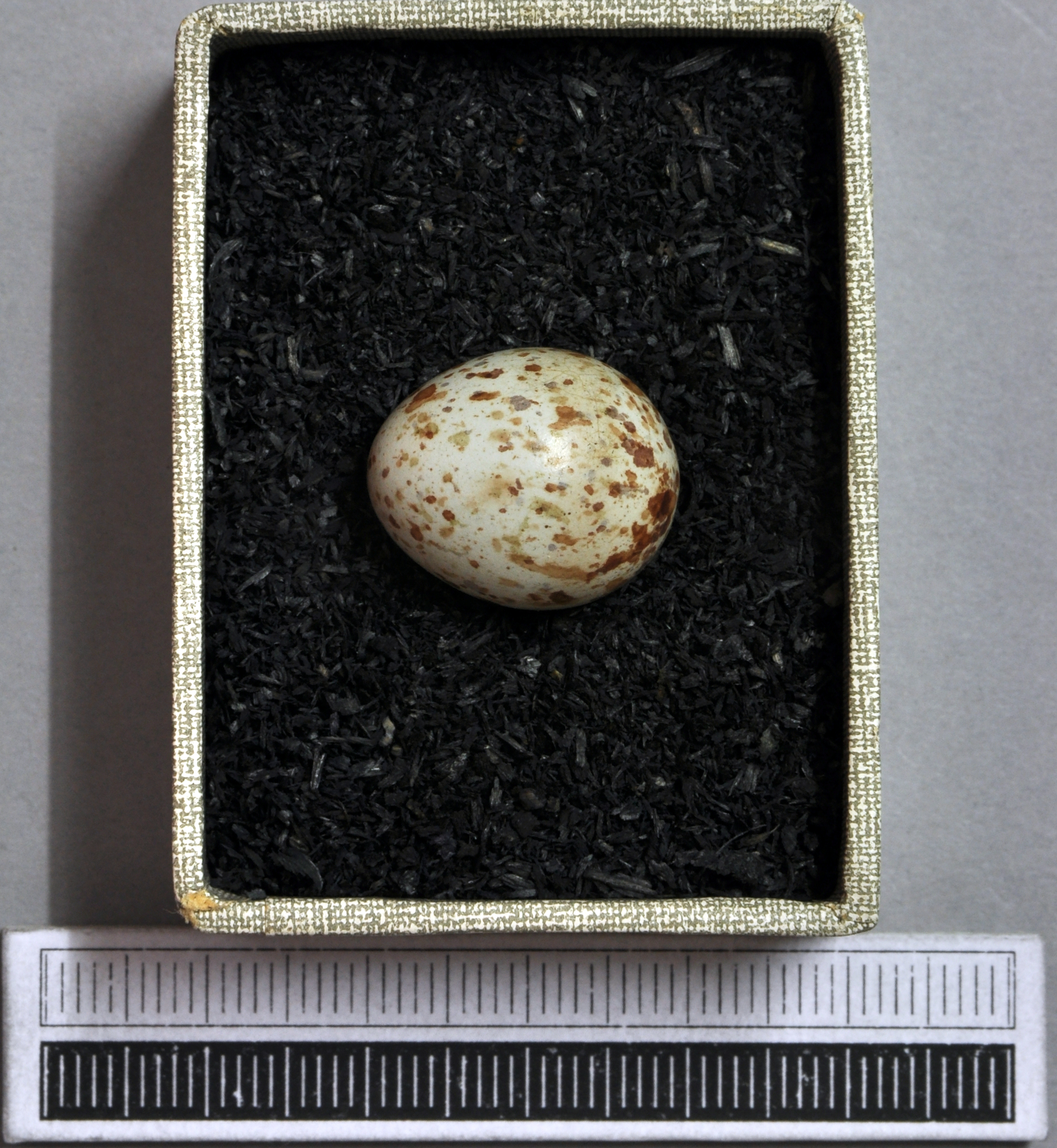
Ei, Sammlung Museum Wiesbaden

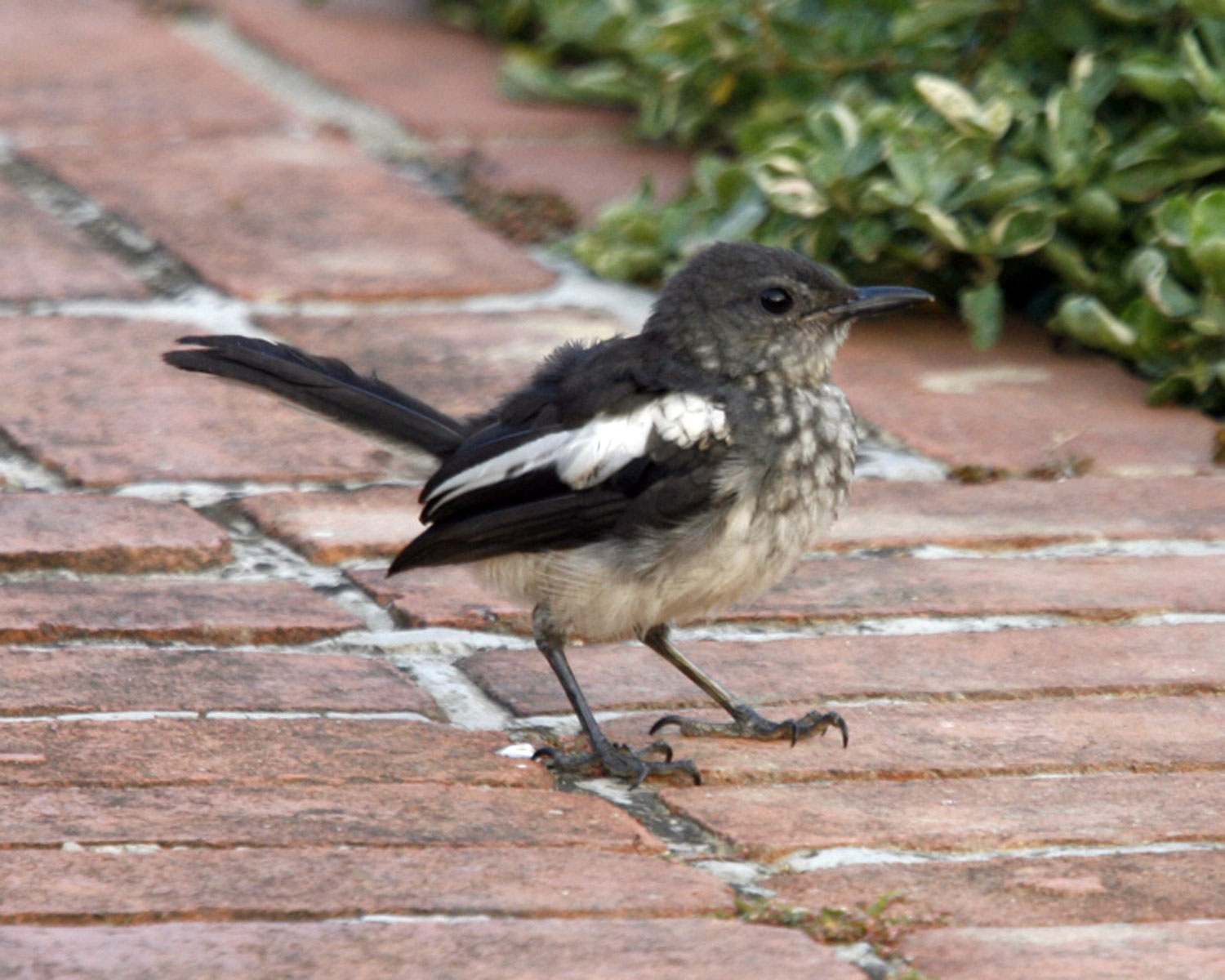
Jungtier

Die Dajalschama (Copsychus saularis) oder Dajaldrossel ist ein Fliegenschnäpper Süd-, Südost-Asiens, Indiens, Indonesiens und der Philippinen. Die Dajalschama gilt offiziell als der Nationalvogel Bangladeschs.

## Aussehen
Die Männchen der etwa 19 bis 23 Zentimeter großen Dajalschama sind auffällig schwarz-weiß gefärbt. Auf dem Rücken, Kopf, Schwanzoberseite und dem Großteil der Flügel ist sie schwarz. Die Brust und die Unterseite des Schwanzes sowie ein schmaler Streifen auf dem Flügel sind weiß. Das Weibchen trägt bei gleicher Zeichnung ein dunkles Grau in den beim Männchen schwarz gefärbten Bereichen. Sie werden zwischen 29 und 41 Gramm schwer.

## Verhalten und Ernährung
Oft leben Dajaldrosseln in der Nähe menschlicher Siedlungen in Gärten und Parkanlagen. In dichten Wäldern bewohnen sie den Unterwuchs. Dort suchen sie ihre Nahrung, zu der hauptsächlich Insekten wie Grillen, Ameisen und Käfer gehören, dicht über dem Boden oder im offenen Feld.
Ihren schwarz-weiß gestreiften Schwanz schlägt sie oft hoch über den Rücken und markiert somit ihr Revier. In einer fremden Umgebung oder einem ungewohnten Käfig verringert sich das Schwanzschlagen drastisch.
Wegen ihres vollen und wohlklingenden Gesangs und der Fähigkeit, andere Vögel zu imitieren, werden sie zahlreich importiert und gezüchtet.
Die Dajalschama singt nicht so laut und kräftig wie die Schamadrossel aber in höherer Tonlage. Auch singt sie fast das ganze Jahr über, meistens mit einem recht abwechslungsreichen Repertoire. In der Natur wird der Gesang von einem aus dem Gehölz herausragenden Zweig oder auch im Fluge vorgetragen. Neben dem Gesang verfügt die Dajalschama über eine ganze Serie von Rufen.
Die Lebenserwartung beträgt zwischen 12 und 15 Jahren.

## Brut
Zwischen Baumwurzeln oder in eine Baumhöhle wird ein napfförmiges Nest aus Zweigen und Wurzelfasern gebaut. Darin wird das Gelege, welches zwischen 3 und 6 (meist jedoch 5) Eiern enthalten kann, 12 bis 13 Tage von den Eltern bebrütet. Im Alter von zwölf Tagen verlassen die Jungen das Nest, werden aber weiterhin von beiden Elternteilen versorgt.

## Haltung
Die Dajalschama ist ein friedlicher Pflegling und kann mit anderen Vögeln ihrer Größe, aber auch mit kleineren Vögeln problemlos gehalten werden. Nur während der Brutzeit sollte ein Paar alleine gehalten werden, da sie gegenüber anderen Vögeln aggressiv werden.